# 俞澤 (天順丁丑進士)
俞澤（1424年—？），字汝霖，浙江寧波府鄞縣人，明朝政治人物。進士出身。

## 生平
景泰四年（1453年）癸酉科浙江鄉試第二名。天順元年（1457年）丁丑科會試第一百六名，殿試登進士第二甲第九十名。

## 家族
曾祖父俞子文。祖父俞光大。父亲俞得儒，曾任前監察御史。